# Котельниково (Нерчинський район)
Коте́льниково (рос. Котельниково) — село у складі Нерчинського району Забайкальського краю, Росія. Входить до складу Андронниковського сільського поселення.

## Населення
Населення — 90 осіб (2010; 69 у 2002).
Національний склад (станом на 2002 рік):
- росіяни — 97 %